# Liste von Sakralbauten in Hemer
Die Liste von Sakralbauten in Hemer umfasst Sakralbauten, insbesondere Kirchen und Kapellen, in Hemer, Märkischer Kreis in der Region Sauerland in Nordrhein-Westfalen.
Die Hemeraner Kirchen und Gotteshäuser stammen größtenteils aus dem 19. und 20. Jahrhundert. Nach der Christianisierung im 10. Jahrhundert wurde auf dem Gelände des Oberhofs Haus Hemer mit der Vituskirche die erste Kirche Hemers gebaut. Durch die Reformation wurde das Bauwerk zum evangelischen Gotteshaus, während bis zum Jahr 1700 eine neue katholische Kirche gebaut wurde. Nach dem Abriss der Vituskirche 1818 ist die Stephanuskirche heute das älteste Kirchenbauwerk der Stadt.
Im Stadtgebiet liegen acht evangelische und sieben katholische Gotteshäuser. Daneben gibt es eine Evangelisch-Freikirchliche Gemeinde, eine Freie evangelische Gemeinde, eine Neuapostolische Gemeinde und evangelische Baptisten in Hemer. Auch der Türkisch-Islamische Verein hat einen Gebetsraum eingerichtet.

## Evangelische Kirche von Westfalen
Zum Kirchenkreis Iserlohn der Evangelischen Kirche von Westfalen gehören die Gemeinden Hemer, Deilinghofen und Ihmert-Bredenbruch. Sie unterhalten acht Gottesdienststätten, nachdem die ehemalige Thomaskirche in Westig im Jahr 2007 verkauft wurde.
| Bild                        | Kirche                      | Gemeindebezirk   | Erläuterung |
| --------------------------- | --------------------------- | ---------------- | --- |
| Ebbergkirche                | Ebbergkirche                | Hemer-Mitte      | Die Ebbergkirche liegt auf einem Hügel in Niederhemer und prägt so das Stadtbild im nördlichen Hemer. Das Bauwerk wurde zwischen 1818 und 1820 von Mühlenbauer Johann Hermann Stindt erbaut. Erst war ein Entwurf des Baumeisters Karl Friedrich Schinkel vorgesehen, der aus finanziellen Gründen allerdings nicht verwirklicht werden konnte. Die Ebbergkirche war dabei der Ersatz für die zuvor abgerissene Vituskirche. Das Bauwerk steht unter Denkmalschutz. |
| Paul-Schneider-Haus         | Paul-Schneider-Haus         | Hemer-Mitte      | Das Paul-Schneider-Haus wurde 1967 eröffnet und liegt in der Innenstadt Hemers. Besonders markant ist der Glockenturm vor dem eingeschossigen Gebäude. Die dortige Glocke stammt noch aus der abgebrochenen Vituskirche. |
| Kreuzkirche                 | Kreuzkirche                 | Hemer-Landhausen | Die Kreuzkirche in Landhausen wurde 1964 eingeweiht. Das moderne Bauwerk hat einen fünfeckigen Grundriss, prägend für das Gebäude ist das hohe und spitze Zeltdach. Vor dem Eingangsbereich befindet sich ein Glockenträger mit drei Glocken. Die Orgel der Kirche stammt aus dem Jahr 1980. |
| Christuskirche              | Christuskirche              | Hemer-Süd        | Die Christuskirche in Sundwig wird seit ihrer Einweihung 1964 von der evangelischen Kirchengemeinde genutzt. Der weiße Glockenturm mit quadratischem Grundriss ist bereits aus einiger Entfernung sichtbar und prägt das Bild der Kirche. Im Jahr 2007 übernahm die Christuskirche die Funktion der Thomaskirche als Gemeindezentrum für den Gemeindebezirk Süd der evangelischen Kirche in Hemer. Eine Besonderheit in der Kirche ist eine Kreuz-Hälfte, deren Gegenstück in der katholischen Kirche St. Bonifatius untergebracht ist. Beim jährlichen ökumenischen Pfarrfest werden beide Hälften vereint. |
| Bodelschwinghhaus           | Bodelschwinghhaus           | Hemer-Becke      | Das Bodelschwinghhaus in Becke wurde 1954 eingeweiht und steht seitdem der evangelischen Gemeinde zur Verfügung. Das Gebäude liegt in direkter Nachbarschaft zum Kindergarten Becke und zur städtischen Oesetal-Grundschule. 2007 wurde der Abriss des Gotteshauses diskutiert, konnte nach der Gründung eines Fördervereins aber verhindert werden. |
| Stephanuskirche             | Stephanuskirche             | Deilinghofen     | Die Stephanuskirche in Deilinghofen ist das älteste Kirchenbauwerk des Hemeraner Stadtgebiets und wurde im 14. Jahrhundert vermutlich auf den Überresten der Vorgängerkirche gebaut. Die Kirche wurde mit der Reformation Mitte des 16. Jahrhunderts evangelisch. Sowohl das Hauptschiff als auch der Turm der schlichten, gotischen Kirche haben einen quadratischen Grundriss. Kulturell bedeutsam sind vor allem der historische hölzerne Altar und das Kruzifix. Aus historischen Gründen ist die Deilinghofer Gemeinde noch immer eigenständig. Die Stephanuskirche steht unter Denkmalschutz.          |
| Ihmerter Kirche             | Ihmerter Kirche             | Ihmert           | Die Ihmerter Kirche wurde zwischen 1929 und 1931 errichtet. Die Gemeinde entstand bereits zehn Jahre zuvor, die finanzielle Situation machte allerdings eine so lange Wartezeit nötig. In die Ihmerter Kirche, die im Ortsteil Im Hasberg steht, sind einige Gemeinderäume eingebunden. |
| Gemeindezentrum Bredenbruch | Gemeindezentrum Bredenbruch | Ihmert           | Im Gemeindezentrum in Johannistal fanden seit 1967 die Gottesdienste für die evangelischen Christen in Bredenbruch statt. Der Kirchraum wurde am 20. März 2022 entwidmet. Vor dem Gebäude befindet sich ein hoher Glockenturm mit etwa quadratischem Grundriss. |

## Katholische Kirchen
Die katholische Kirche unterteilt das Hemeraner Stadtgebiet in fünf Gemeinden, die gemeinsam seit dem 1. Januar 2021 der neu gegründeten „Gesamtpfarrei St. Vitus Hemer“ angehören. Zuvor gehörten sie als selbständige Pfarrgemeinden dem zum 31. Dezember 2020 aufgelösten Pastoralverbund Hemer an. Die Pfarrei St. Vitus gehört, wie auch zuvor der Pastoralverbund Hemer, zum Dekanat Märkisches Sauerland des Erzbistums Paderborn. Es bestehen sieben Kirchen und Gotteshäuser.
| Bild                                      | Kirche                       | Erläuterung |
| ----------------------------------------- | ---------------------------- | --- |
| St. Peter und Paul                        | St. Peter und Paul           | Die Pfarrkirche St. Peter und Paul in Niederhemer wurde zwischen 1698 und 1700 gebaut und sollte der katholischen Gemeinde als Ersatz für die Vituskirche dienen, die einige Jahrzehnte zuvor im Zuge der Reformation zu einer evangelischen Kirche wurde. Das neue Bauwerk wurde von Jobst Edmund von Brabeck gestiftet, dem zu dieser Zeit das benachbarte Haus Hemer gehörte. Die Kirche wurde mehrfach erweitert oder renoviert, zuletzt im Jahr 2006. Die 1702 fertiggestellte Orgel dient bis heute zur Untermalung der Gottesdienste. Die Kirche steht unter Denkmalschutz. St. Peter und Paul ist Pfarrkirche der Gesamtpfarrei St. Vitus und auch Sitz des Dekanats Märkisches Sauerland. |
| Bonifatiuskapelle                         | Bonifatiuskapelle            | Das Bonifatiuskapelle in Becke gehört zur Gemeinde St. Peter und Paul. 1953 wurde das kleine Gotteshaus oberhalb der Oesetal-Grundschule errichtet. Seit dem März 2009 befindet sich eine Orgel aus dem Jahr 1850 in der Bonifatiuskapelle, die zuvor bereits in St. Marien, im Gemeindezentrum Deilinghofen und in St. Bonifatius zur musikalischen Untermalung der Gottesdienste genutzt wurde. |
| Christ-König                              | Christkönig                  | Die Christkönig-Kirche liegt in der Hemeraner Innenstadt und wurde 1966 geweiht. Markant ist besonders der breite Turm, der mit einem großen Kreuz das Bild der Fußgängerzone mitprägt. |
| St. Bonifatius                            | St. Bonifatius               | Die Kirche St. Bonifatius in Sundwig wurde 1905 geweiht und löste damals eine wenige Jahre alte Kapelle ab, um den Bedarf der schnell wachsenden Gemeinde in diesem Ortsteil zu decken. Mit einer Höhe von etwa 70 Metern ist das Gebäude bis heute das höchste Bauwerk der Stadt Hemer. Geweiht wurde die Kirche vom damaligen Bischof von Metz Willibrord Benzler, der in Hemer geboren worden war. Eine Besonderheit in der Kirche ist eine Kreuz-Hälfte, deren Gegenstück in der evangelischen Christuskirche untergebracht ist. Beim jährlichen ökumenischen Pfarrfest werden beide Hälften vereint. Die Kirche steht seit 2001 unter Denkmalschutz.                                          |
| Katholisches Gemeindezentrum Deilinghofen | Gemeindezentrum Deilinghofen | Das Gemeindezentrum in Deilinghofen gehört zur Gemeinde St. Bonifatius. Seit der Eröffnung und Weihe am 29. Oktober 1972 finden dort katholische Gottesdienste statt. Außerdem wird das Gelände von der Katholischen Jugend für verschiedene Veranstaltungen genutzt. |
| St. Petrus Canisius                       | St. Petrus Canisius          | Die Kirche St. Petrus Canisius in Westig wurde 1931 geweiht, nachdem der Bau 1928 begonnen hatte. Der Chorraum wurde schließlich Ende der 1930er-Jahre bemalt und 1978 nochmals umgestaltet. Am 1. April 1948 wurde St. Petrus Canisius eigenständige Pfarrei und damit aus dem Verbund mit Sundwig gelöst. Seit 1. Januar 2021 ist sie Filialkirche der Gesamtpfarrei St. Vitus Hemer. Das Bauwerk liegt auf einer Anhöhe in Wiehagen. 1954 erhielt die Kirche den bis heute charakteristischen weißen Putz. |
| St. Marien                                | St. Marien                   | Die Kirche St. Marien in Bredenbruch wurde in den frühen 1930er-Jahren geweiht und ist seitdem Gotteshaus für die Katholiken in Bredenbruch und Ihmert. 1973 wurde die Kirche komplett umgestaltet. Die Orgel stammt aus dem Jahr 1986, die Glocke wurde zwei Jahre später erneuert. Die Saalkirche ist der einzige Sakralbau in Hemer mit Backsteinoptik. |

## Weitere Gotteshäuser und Gebetsräume
| Bild                                                           | Gemeinde                             | Erläuterung |
| -------------------------------------------------------------- | ------------------------------------ | --- |
| Evangelische freikirchliche Gemeinde Hemer                     | evangelische freikirchliche Gemeinde | Die evangelische freikirchliche Gemeinde in Hemer wurde Anfang des 20. Jahrhunderts gegründet. Die Gemeinde betreibt ein Gemeindehaus in Oberhemer. |
| Freie evangelische Gemeinde Hemer                              | Freie evangelische Gemeinde          | Die Freie evangelische Gemeinde in Hemer wurde 1992 geschaffen, als einige Mitglieder der Iserlohner Gemeinde das neue Angebot auch in Hemer etablieren wollten. 1996 kaufte die Gemeinde eine ehemalige Grundschule in Sundwig, die bis heute als Gemeindehaus genutzt wird. Die FeG Hemer ist Mitglied im Bund Freier evangelischer Gemeinden in Deutschland. |
| Kirche der neuapostolischen Gemeinde Hemer                     | Neuapostolische Gemeinde Hemer       | Die Geschichte der neuapostolischen Gemeinde in Hemer geht auf die Endphase des 19. Jahrhunderts zurück, als die ersten Gottesdienste im Stephanopeler Tal stattfanden. 1954 erhielt die Hemeraner Gemeinde schließlich ein Gebetshaus in Oberhemer, das 1994 vollständig renoviert und erweitert wurde. Heute besteht die Gemeinde aus etwa 230 Mitgliedern, von denen 80 aktiv am Gemeindeleben teilnehmen. Die Hemeraner Gemeinde ist Teil des Bezirks Iserlohn.                                                  |
| Ehemaliges Kirchengebäude der neuapostolischen Gemeinde Ihmert | Neuapostolische Gemeinde Ihmert      | Die neuapostolische Gemeinde Ihmert löste sich 1991 von der Hemeraner Gemeinde. Damals erbauten rund 70 Gemeindemitglieder aus den Stadtteilen Ihmert, Ihmerterbach und Bredenbruch aus Spenden ein eigenständiges Gotteshaus. Im Juli 2010 wurde die neuapostolische Gemeinde Ihmert mit Hemer wieder zusammengelegt. Das 1991 errichtete Gebäude wurde von da an nur noch für besondere Veranstaltungen genutzt. 2020 veräußerte die neuapostolische Kirche das Gebäude mit seinem hohen sechseckigen Kirchenraum. |
| Thomaskirche                                                   | Baptistengemeinde Hemer              | Die Gemeinde der Baptisten nutzt die ehemalige Thomaskirche in Westig für ihre Gottesdienste. Das Bauwerk wurde 1967 geweiht und bis 2007 von der evangelisch-lutherischen Gemeinde genutzt. Wegen finanzieller Probleme verkaufte die Gemeinde die Kirche dann aber an die Hemeraner Baptisten, die zuvor bereits das benachbarte Gemeindehaus erworben hatten. |
| Türkisch-Islamischer Verein                                    | Türkisch-Islamischer Verein          | Der Türkisch-Islamische Verein Hemer besteht seit 1987 und ist der Türkisch-Islamischen Union der Anstalt für Religion angeschlossen. Seit 2000 unterhält der Verein einen Gebetsraum in einem ehemaligen Bankgebäude in Oberhemer. Der Verein möchte die Integration seiner rund 300 Mitglieder fördern, indem unter anderem Deutschkurse angeboten werden. Frauen- und Jugendarbeit sind weitere Schwerpunkte. |